# タイラー・ペリーの出たぞ〜! マデアのハロウィン
『タイラー・ペリーの出たぞ〜! マデアのハロウィン』（原題:Tyler Perry's Boo! A Madea Halloween）は2016年にアメリカ合衆国で公開されたホラー映画であり、マデアおばさんシリーズの第9作目である。監督・主演はタイラー・ペリーが務めた。
本作は日本国内で劇場公開されなかったが、Amazonでの配信が行われている。

## ストーリー
ジョナサンとその友人たちはティファニー、リア、レイン、アデイの4人をハロウィン・パーティーに招待した。ところが、ティファニーの父親であるブライアンは娘がパーティーに参加するのを禁じた。娘がジョナサンと性的な会話をしていると知って憤慨していたからである。パーティー当日、マデアとバムは子供たちのために飴を用意して待機していた。ドケチで知られるバムは子供に渡した飴をこっそり盗んで回収していた。ブライアンは友人たちと共にピエロに扮しており、それで女性たちを驚かせようとしていた。ティファニーが抜け出すことを恐れたブライアンは、マデアに娘の監視を依頼した。しかし、娘たちの方が一枚上手であった。ティファニーとアデイはマデアが迷信に弱いことを見抜いており、怪談を聞かせて震え上がらせたのである。マデアが寝室に閉じこもった隙を突いて、ティファニーはパーティー会場へと向かった。出し抜かれたことを知ったマデアはパーティーに乱入したが、あっさり追い返されてしまった。その姿を見たバムは「ティファニーが暴力を振るわれている」と警察に偽の通報をすることで、パーティーを台無しにすることに成功した。
当然のごとく、ジョナサンたちは激怒していた。彼らはティファニーの怪談に登場した幽霊に扮しマデア邸に向かった。マデアとバム、ハッティはゾンビが襲撃してきたと勘違いして直ちに家を飛び出した。バムは熱湯を使ってゾンビを追い払おうとしたが、誤って自分にかかってしまった。その後、バムは鏡に「出ていけ」という文字が書かれてあるのを見てさらに腰を抜かすこととなった。ハッティは部屋に閉じこもっていたが、突然テレビが付いたために慌てて飛び出した。3人は屋根裏で物音がしていることに気が付いたが、誰もその正体を確かめに行こうとしなかった。押し問答の末、マデアが渋々屋根裏部屋を見に行くことになった。マデアが屋根裏に上がると、そこにはピエロに扮した少年がいた。少年を本物の怪物だと思い込んだマデアは、少年を殴って昏倒させた。
3人は自動車に乗って教会へ向かうことにしたが、森の中で突然エンジンが故障するというトラブルに見舞われた。そこにゾンビに扮した青年たちがやって来た。錯乱状態に陥ったマデアは必死の思いで教会に駆け込んだ。教会の牧師を務めていたのはアデイの両親であった。マデアは超常現象が自分の過去の粗暴な振る舞いに対する天罰であると確信しており、教会でその罪を懺悔するつもりだったのである。マデアを哀れに思ったアデイは種明かしをした。真相を知ったマデアはそれまでの敬虔さをかなぐり捨て、ジョナサンたちに一泡吹かせるための算段を練るのであった。

## キャスト
- タイラー・ペリー - メイベル・シモンズ（マデア）/ブライアン・シモンズ/ジョー・シモンズ
- キャッシ・デイヴィス - ベティ・アン・マーフィー（バムおばさん）
- パトリス・ラヴリー - ハッティ・メイ・ラブ
- ダイアモンド・ホワイト - ティファニー・シモンズ
- リジー・コシー - アデイ・ウォーカー
- ベラ・ソーン - レイン・マシソン
- ユーセフ・エレカト - ジョナサン
- レキシー・パンテラ - リア・デヴェロー
- アンドレ・ホール - クィントン
- ブロック・オハーン - ウマの仮装をした人
- キーアン・ローリー - ビーンボーイ
- JC・ケイレン - マイキー
- ジミー・タトロ - ショーン
- タイガ - 本人

## 製作
映画『トップ・ファイブ』（2014年）でタイラー・ペリー演じるマデアおばさんがハロウィンで暴れるという架空の映画が登場したが、ライオンズゲートはそのアイデアを実際に映画化する決断を下した。2016年1月、本作の主要撮影がアトランタで始まり、6日間で終了した。3月4日、ライオンズゲートは本作のティーザー・トレイラーを公開した。7月14日、本作の公式ポスターが公開された。それは『ハロウィン』のパロディとなっていた。

## 興行収入
本作は『ウィジャ ビギニング 〜呪い襲い殺す〜』や『ジャック・リーチャー NEVER GO BACK』、『Mr.&Mrs. スパイ』と同じ週に封切られ、公開初週末に1500万ドルから1700万ドルを稼ぎ出すと予想されていたが、実際の数字はそれを大きく上回るものとなった。2016年10月21日、本作は全米2260館で封切られ、公開初週末に2850万ドルを稼ぎ出し、週末興行収入ランキング初登場1位となった。公開館数が本作の1.5倍以上であり、しかも大スターであるトム・クルーズが主演を務めた『ジャック・リーチャー NEVER GO BACK』の数字を本作が上回ったことは映画関係者に衝撃を与えた。本作は公開2週目に1722万ドルを稼ぎ出し、週末興行収入ランキング1位を維持した。その際、同週に封切られた『ダ・ヴィンチ・コード』シリーズの新作『インフェルノ』の数字を上回ったことが、またしても映画関係者を驚かせることになった。

## 評価
本作に対する批評家からの評価は芳しいものではない。映画批評集積サイトのRotten Tomatoesには35件のレビューがあり、批評家支持率は23%、平均点は10点満点で3.9点となっている。サイト側による批評家の見解の要約は「『タイラー・ペリーの出たぞ〜! マデアのハロウィン』はタイラー・ペリーの長寿シリーズに新たな展開をもたらさなかった。しかし、それでも9本の映画が製作されていることを思えば、新たな展開は必要とされていないのだろう。」となっている。また、Metacriticには14件のレビューがあり、加重平均値は30/100となっている。なお、本作のCinemaScoreはAとなっている。
本作は第37回ゴールデンラズベリー賞において、最低監督賞（ペリー）、最低主演女優賞（ペリー）、最低スクリーンコンボ賞（ペリーと使い古しのカツラ）の3部門にノミネートされたが、受賞には至らなかった。

## 続編
2017年5月、ライオンズゲートが本作の続編『タイラー・ペリーのまた出たぞ〜! マデアのハロウィン2』を製作していると報じられた。同作は2017年10月20日に全米公開された。